# HMS Sparrow (U71)
Pour les autres navires du même nom, voir HMS Sparrow.
Le HMS Sparrow est un sloop britannique, de la classe Black Swan modifiée, qui a été livré à la Royal Navy après la fin de la seconde Guerre mondiale.

## Construction et conception
Le Sparrow est commandé le 8 décembre 1942 dans le cadre de programmation de 1941 pour le chantier naval de William Denny and Brothers à Dumbarton (Écosse). Sa pose de la quille est effectuée le 30 novembre 1944, le Sparrow est lancé le 18 février 1946 et mis en service le 16 décembre 1946.
Les sloops de la classe Black Swan ont fait l'objet de nombreuses modifications au cours du processus de construction, à tel point que la conception a été révisée, les navires ultérieurs (du programme de 1941 et suivants) étant décrits comme la classe Black Swan modifiée. Bien que le Sparrow ait été fixé selon la conception originale, elle a été achevée plus tard que certains des navires de classe modifiés, et avec les modifications apportées lors de sa construction, il était impossible de les distinguer des navires modifiés de Black Swan .
La classe Black Swan modifiée était une version élargie et mieux armé pour la lutte anti-sous-marine de la classe Black Swan, elle-même dérivée des sloops antérieurs de la classe Egret. L'armement principal se composait de six canons antiaériens QF 4 pouces Mk XVI dans trois tourelles jumelles, de 6 Canons jumelés de 20 mm Oerlikon Anti-aérien, de 4 canons de 40 mm pom-pom. L'armement anti-sous-marin se composait de lanceurs de charges de profondeur avec 110 charges de profondeur transportées. Il était aussi équipé d'un mortier Hedgehog anti-sous-marin pour lancer en avant ainsi qu'un équipement radar pour le radar d'alerte de surface type 272, et le radar de contrôle de tir type 285,.

## Historique
Mis en service en 1946, il n'a donc pas connu les combats de la seconde guerre mondiale.
Le Sparrow sert au sein de la Royal Navy pour la North America and West Indies Station (en français : Station d'Amérique du Nord et des Antilles). Il reste sur cette station en dehors du retour au Royaume-Uni pour une remise en service jusqu'en 1953, quand il part en Extrême-Orient pour rejoindre la 3e flottille de frégates. Son bref service là-bas comprend une période de service avec les éléments de la Royal Navy de la Force opérationnelle de l'ONU déployée au large de la côte ouest de la Corée.
En janvier 1951, après la fin de la guerre de Corée, il est redéployé dans l'Atlantique Sud jusqu'en mars 1956 lorsqu'il retourne au Royaume-Uni pour être versé dans la réserve de Portsmouth. Inscrit sur la liste des retraits en 1957, il est vendu à Bisco pour démantèlement par Metal Industries et arrive au chantier du démolisseur à Charlestown, le 26 mai 1958.